# 拉里瓦尔
拉里瓦尔（法語：Larrivoire，法語發音：[laʁivwaʁ]）是法国汝拉省的一个市镇，属于圣克洛德区。

## 地理
拉里瓦尔（46°20'37"N, 5°47'16"E）面积6.5 平方千米，位于法国勃艮第-弗朗什-孔泰大區汝拉省，该省份为法国东部内陆省份，北起上索恩省，西北接科多尔省，西临索恩-卢瓦尔省，南至安省，东与杜省和瑞士接壤。
与拉里瓦尔接壤的市镇（或旧市镇、城区）包括：莱布舒、夸斯雷特、罗尼亚、圣克洛德、维尔沃、沙萨勒-莫兰日。

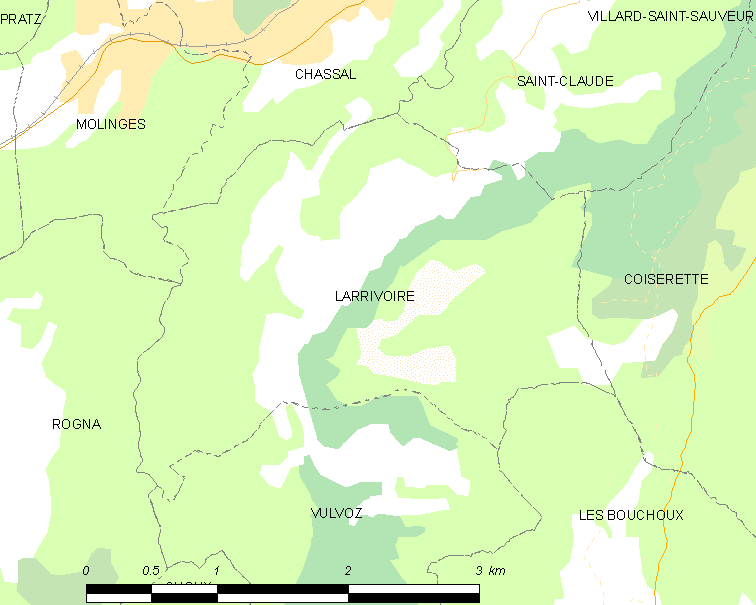
拉里瓦尔的OSM定位图

拉里瓦尔的时区为UTC+01:00、UTC+02:00（夏令时）。

## 行政
拉里瓦尔的邮政编码为39360，INSEE市镇编码为39280。

## 政治
拉里瓦尔所属的省级选区为科托迪利宗县。

## 人口

1962-2008年间拉里瓦尔人口变化图示

拉里瓦尔于2022年1月1日时的人口数量为108人。